# Оренбургская губернская учёная архивная комиссия
Оренбургская губернская учёная архивная комиссия — научное историческое и краеведческое общество.

## История деятельности
Первые попытки упорядочения и учёта архивных документов в Оренбургской губернии была предпринята «Комиссией по разбору дел и устройству архива бывшей канцелярии оренбургского генерал-губернатора», которую в декабре 1887 года сменила Оренбургская учёная архивная комиссия (ОУАК). На первом (учредительном) собрании, которое состоялось 9 декабря 1887 года на квартире губернатора Н. А. Маслаковца, должностные лица не избирались; на втором собрании, 12 мая 1888 года, председателем ОУАК был избран секретарь губернского статистического комитета Павел Николаевич Распопов, а товарищем председателя — управляющий казённой палатой Григорий Иванович Андреев. 
В марте 1890 года председателем комиссии был избран П. П. Бирк, а товарищем председателя —  А. В. Соколов. Правителями дел были И. С. Шукшинцев (с 1897 года) и П. А. Незнамов. С 1900 года председателем комиссии был генерал-лейтенант А. А. Ломачевский, его товарищем — санитарный врач и гласный городской думы Александр Владимирович Попов, который в 1903 году стал последним председателем комиссии.
Только в 1896 году комиссия смогла разместиться в собственном здании: каменное двухэтажное пустующее здание на берегу реки Урал было выкуплено у казачьего ведомства. В нижнем этаже здания 10 мая 1897 года был открыт историко-этнографический музей, куда были переданы коллекции Неплюевского кадетского корпуса. В связи с празднованием столетнего юбилея А. С. Пушкина домовладелец И. В. Ладыгин в письме на имя члена комиссии Н. Г. Иванова изъявил согласие на установку памятной доски с надписью о пребывании Пушкина в доме в 1833 году, а на общем собрании комиссии 28 апреля 1899 года С. Н. Севастьянов в связи с большим значением Пушкина для истории Оренбуржья предложил организовать при музее особый «Пушкинский отдел»; также было решено издать сборник «Пушкин в Оренбурге».
Деятельность Оренбургской губернской учёной архивной комиссии прекратилась в 1918 году.